# Ружин (Волынская область)
Ру́жин (укр. Ружин) — село в Ковельской городской общине Ковельского района Волынской области Украины.
До 2020 года входило в Турийский район.
В XV—XVII веков оно было центром Ружинского удельного княжества в составе Великого княжества Литовского.
Код КОАТУУ — 0725585601. Население по переписи 2001 года составляет 319 человек. Почтовый индекс — 44822. Телефонный код — 3363. Занимает площадь 1,733 км².